# KiKi Layne
Kiandra "KiKi" Layne (Cincinnati, 10 de dezembro de 1991) é uma atriz americana. Ela é mais conhecida por estrelar filmes como If Beale Street Could Talk (2018), Native Son (2019), The Old Guard (2020), e Coming 2 America (2021).

## Biografia
Layne é de Cincinnati, Ohio. Ela recebeu um diploma de bacharelado em Belas Artes de atuação na The Theatre School at DePaul University em 2014. Em uma entrevista à Vanity Fair em 2018, Layne explica que sempre atuou enquanto crescia e que seu filme favorito quando criança era O Rei Leão. Ela disse: "Eu costumava assistir (o filme) todos os dias e criar histórias extravagantes com minhas Barbies e bichos de pelúcia."
Seu primeiro papel como atriz veio em 2015, no piloto não lançado para a série dramática The Chi. Ela já modelou para a marca Kate Spade New York. Layne alcançou notoriedade em 2018 com seu papel no filme de drama romântico If Beale Street Could Talk, de Barry Jenkins. Em 2019, ela estrelou na adaptação cinematográfica de Native Son, romance de Richard Wright escrito em 1940, e no ano seguinte dividiu a tela com a atriz Charlize Theron no filme de ação e super-herói The Old Guard, dirigido por Gina Prince-Bythewood.

## Filmografia

### Cinema
| Ano  | Título                     | Papel        | Direção               | Anotações |
| ---- | -------------------------- | ------------ | --------------------- | --- |
| 2015 | Veracity                   | Olivia       | Seith Mann            | Curta |
| 2018 | If Beale Street Could Talk | Tish Rivers  | Barry Jenkins         | Nomeada—Alliance of Women Film Journalists Award por Melhor Performance Revelação Nomeada—Gotham Independent Film Award por Atriz Revelação Nomeada—Washington D.C. Area Film Critics Association Award por Melhor Elenco |
| 2019 | Native Son                 | Bessie       | Rashid Johnson        | |
| 2019 | Captive State              | Carrie       | Rupert Wyatt          | |
| 2019 | The Staggering Girl        | Adut         | Luca Guadagnino       | Curta |
| 2020 | The Old Guard              | Nile Freeman | Gina Prince-Bythewood | |
| 2021 | Coming 2 America           | Meeka Joffer | Craig Brewer          | Sequência do filme Coming to America de 1988 |
| 2022 | Don't Worry Darling        | Margaret     | Olivia Wilde          | Pós-produção |

### Televisão
| Ano  | Título      | Papel       | Anotações             |
| ---- | ----------- | ----------- | --------------------- |
| 2016 | Chicago Med | Emmie Miles | Episódio: "Soul Care" |